# Alvis Salamander
O Alvis Salamander foi um caminhão tanque de combate a incêndios em aeroportos, fabricado pela empresa britânica Alvis em 1956. Foram produzidos 75 unidades que foram utilizados pela RAF e pela RCAF, foram substituídos nos anos de 1970.